# 조주영 (1900년)
조주영(趙柱泳, 1900년 3월 11일 남해군 ~ 1976년 11월 25일)은 변호사 출신의 대한민국 정치인이다. 

## 약력
- 일본 메이지 대학 법과 졸업
- 일본 변호사시험 합격
- 변호사
- 2대 국회의원 남해군 일원(제26선거구)

## 역대 선거 결과
|  | 19.71% |

|  | 22.48% |

|  | 26.53% |

|  | 20.73% |